# Presserecht
Das Presserecht ist ein Teilbereich des Medienrechtes, der sich mit den rechtlichen Rahmenbedingungen der Presse befasst.

## Gesetzgebungskompetenz
In der Bundesrepublik Deutschland ist das Pressewesen der Gesetzgebungskompetenz der Länder vorbehalten. Somit ergibt sich das Presserecht für jedes einzelne Bundesland aus dem jeweiligen Landespressegesetz. Der Bund hatte bis zum Inkrafttreten der Föderalismusreform am 1. September 2006 nach dem Grundgesetz die Kompetenz, ein Presserechtsrahmengesetz zu erlassen. Von dieser Möglichkeit hat er jedoch keinen Gebrauch gemacht. Die Rahmengesetzgebungskompetenz wurde im Zuge der Föderalismusreform abgeschafft. Die Gesetzgebungskompetenz für das Presserecht liegt nunmehr bei den Bundesländern allein.

Tatsächlich stimmen die Regelungen in den Pressegesetzen der Länder weitgehend überein, lediglich in einigen Details bestehen Unterschiede.

## Pressebegriff
Unter Presse im Sinne der Landespressegesetze versteht man zunächst alle zur Verbreitung geeigneten und bestimmten Druckerzeugnisse (sogenannte Druckwerke), die einmalig oder periodisch erscheinen, unabhängig von Inhalt, Preis oder Niveau. Neben den klassischen Druckschriften umfasst der einfachgesetzliche Pressebegriff auch andere Verkörperungen von Gedankeninhalten, wie z. B. Hörbücher oder CD-ROM. Umstritten war lange die Reichweite des verfassungsrechtlichen Pressebegriffs und seine Abgrenzung zum Rundfunkbegriff im Rundfunkrecht, z. B. im Hinblick auf Internet-Zeitungen (Stichwort: elektronische Presse). Das Bundesverwaltungsgericht urteilte im Jahr 2024, dass das Presserecht auch auf Online-Medien anzuwenden ist. Für den verfassungsrechtlichen Begriff der Presse (Art. 5 Abs. 1 S. 2 GG) kommt es demnach nicht darauf an, ob ein Medium als Druckerzeugnis oder ausschließlich digital erscheint.

## Anforderungen an die Presse

### Publizistische Sorgfaltspflicht
Eine zentrale Anforderung an die Presse ist die Einhaltung der publizistischen oder journalistischen Sorgfaltspflicht bei der Berichterstattung. Es handelt sich um einen allgemeinen medienrechtlichen Grundsatz, der für verkörperte Presseerzeugnisse in den Pressegesetzen der Länder gesetzlich verankert ist. Als Auslegungshilfe zur Bestimmung der rechtlichen Sorgfaltsanforderungen werden in der Fachliteratur teilweise die Standesregeln der Presse im Pressekodex des Deutschen Presserates herangezogen. Träger der Pflicht ist das jeweilige Presseorgan, das dann seinerseits seine Mitarbeiter vertraglich zur Einhaltung verpflichtet.
Konkret bedeutet die publizistische Sorgfaltspflicht, dass Inhalt, Herkunft und Wahrheitsgehalt von Nachrichten vor der Veröffentlichung überprüft werden müssen und dass die Nachrichten nicht sinnentstellend wiedergegeben werden dürfen. Unbestätigte Meldungen oder Gerüchte müssen als solche gekennzeichnet werden. Kommentare müssen von der Berichterstattung erkennbar getrennt sein. In der FAZ erfolgte dies z. B. früher durch in Fraktur gesetzte Überschriften.
Die Anforderungen an die Sorgfalt sind umso höher, je stärker durch die Berichterstattung möglicherweise in Rechte Dritter eingegriffen wird. Andererseits kann die Pflicht auch abgeschwächt sein, wenn derselbe Inhalt bereits andernorts ohne Beanstandung veröffentlicht wurde oder wenn er aus einer seriösen Quelle, z. B. von einer Nachrichtenagentur, stammt.
Zu den Rechten Dritter, die bei der Berichterstattung zu beachten sind, gehört vor allem das allgemeine Persönlichkeitsrecht. Es erfolgt jeweils eine Güterabwägung zwischen den Grundrechten der Meinungsfreiheit und Pressefreiheit einerseits und dem allgemeinen Persönlichkeitsrecht andererseits. Dabei gilt: Je größer das öffentliche Interesse an einem Ereignis ist, desto eher wird bei einer gerichtlichen Überprüfung die Güterabwägung zugunsten der Meinungsäußerungs- und Pressefreiheit erfolgen.

### Impressumspflicht, Verantwortlicher Redakteur
Die Impressumspflicht stellt sicher, dass im Falle einer Rechtsverletzung aus dem verkörperten Presseerzeugnis selbst Name und Anschrift des Druckers, Verlegers, bei Periodika auch des verantwortlichen Redakteurs (V. i. S. d. P.), ersichtlich sind. Bei Zeitungen ist in der Regel für jedes Ressort ein verantwortlicher Redakteur zu benennen.

### Anzeigen
Entgeltliche Veröffentlichungen, insbesondere Anzeigen und andere werbende Inhalte müssen als solche erkennbar sein oder kenntlich gemacht werden.

### Gegendarstellung
Unzulässige Äußerungen, die in das Persönlichkeitsrecht des Betroffenen eingreifen, können zivilrechtliche Ansprüche des Verletzten gegen das Presseorgan nach sich ziehen. Damit der Einzelne zu ihn betreffenden Tatsachenbehauptungen Stellung nehmen kann, ist für verkörperte Presseerzeugnisse in den Pressegesetzen ein Recht auf Gegendarstellung verankert.

## Privilegierung der Presse
Die Presse ist frei und bedarf keiner Zulassung. In Deutschland wird die Pressefreiheit durch Art. 5 Abs. 1 S. 2 GG garantiert.
Gegenüber Behörden und staatlichen Stellen besteht ein Anspruch auf Auskunft (Informationsrecht), bei amtlichen Bekanntmachungen müssen die Behörden die verschiedenen Zeitungen gleichbehandeln.
Im Rahmen der Beleidigungsdelikte der §§ 185ff StGB und auch des zivilrechtlichen Deliktsrechts können sich Journalisten auf den Rechtfertigungsgrund der Wahrnehmung berechtigter Interessen nach § 193 StGB berufen. Voraussetzung ist allerdings, dass es sich nicht um eine Formalbeleidigung handelt, dass ein berechtigtes öffentliches Informationsinteresse besteht und die journalistische Sorgfaltspflicht eingehalten wurde.
Im Strafverfahren steht Journalisten grundsätzlich ein besonderes Zeugnisverweigerungsrecht (§ 53 Abs. 1 Nr. 5 StPO) zu, zur Aufklärung von Verbrechen und bestimmten schweren Straftaten kann dies zwar eingeschränkt werden (vgl. Spiegel-Urteil), ein Mindestschutz zugunsten von Informanten besteht jedoch auch dann. Anders als das Zeugnisverweigerungsrecht für Geistliche, Strafverteidiger und Abgeordnete umfasst das journalistische Zeugnisverweigerungsrecht jedoch nicht die Ermittlung von Telefon-Verbindungsdaten (§ 100h II 1 StPO). Das heißt, insbesondere bei telefonisch begangenen Straftaten kann die Staatsanwaltschaft selbst bei Bagatelldelikten die Herausgabe von Telefonverbindungsdaten eines Journalisten vom Telefonanbieter verlangen. Dies steht im krassen Gegensatz zum Beschlagnahmeverbot für selbst recherchiertes Material, so dass diese relativ neue Vorschrift der StPO scharf kritisiert wird.
Daneben besteht auch ein Beschlagnahmeverbot (§ 97 Abs. 5 StPO) für von Journalisten selbst recherchiertes Material. Es umfasst Schriftstücke, Datenträger, und sonstige Materialien, die sich im Gewahrsam von Redaktionen, Verlagen oder einer Druckerei befinden. Auch das Beschlagnahmeverbot kann eingeschränkt werden, die Einschränkung muss aber ausdrücklich gegen die Pressefreiheit abgewogen und von einem Richter angeordnet werden.
Bei der Datenverarbeitung ist die Presse durch das Medienprivileg teilweise von den Einschränkungen des Bundesdatenschutzgesetzes ausgenommen, soweit dies zu journalistisch-redaktionellen Zwecken erforderlich ist.

## Haftung für Inhalte
Grundsätzlich ist der jeweilige Autor oder Redakteur für seinen Beitrag presserechtlich verantwortlich. Daneben greift aber auch die Verbreiterhaftung ein, das ist eine Verantwortlichkeit des Presseorgans selbst, bzw. des Verlags oder des Chefredakteurs (evtl. auch des Grossisten, Druckers oder Buchhändlers) für eigene Inhalte und weiterverbreitete Inhalte Dritter. Voraussetzung der Verbreiterhaftung ist, dass eine Überwachungspflicht verletzt wurde. Eine Haftung für Inhalte Dritter tritt ausnahmsweise dann nicht ein, wenn sich das Presseorgan von der Äußerung ausdrücklich distanziert, oder wenn lediglich ein Meinungsstreit wiedergegeben wird.
Hinzu kommt eine strafrechtliche Verantwortung (z. B. aus §§ 19, 20 HmbPresseG) wenn eine Aufsichtspflichtverletzung von Redakteur oder Verleger dazu führt, dass die Veröffentlichung eine Straftat darstellt.

## Kritik
Es gibt nur wenige viel beschäftigte Pressegerichte, da sich die Verfahren auf die wenigen Gerichte konzentrieren, bei denen sich der Kläger die höchsten Erfolgschancen versprechen. Die meisten Klägeranwälte reichen die Klagen bei den Landgerichten Hamburg, Berlin und Köln ein (Stand: Jahr 2012). Die Zulässigkeit dieses Vorgehens ergibt sich aus dem sog. fliegenden Gerichtsstand.
Wenn ein Richter bei einem der bevorzugten Gerichte sich dennoch zunächst weigert, die beantragte Verfügung zu erlassen, werde häufig telefonisch versucht auf den Richter einzuwirken. Laut Angaben eines nicht namentlich genannten Klägervertreters werde dann telefonisch "nachverhandelt". Die Erfolgsquote dieses Verhaltens betrage ca. ein Drittel. Bei einem weiteren Drittel der Fälle könne man Hinweise erhalten, wie man die Verfügung abändern muss, um erfolgreich zu sein. Beim übrigen Drittel müsse man das Nein akzeptieren und nach Zurückweisung des Antrags auf die nächste Instanz hoffen.
Der frühere BGH-Richter Joachim Bornkamm kritisierte, dass die einstweilige Verfügung häufig ohne rechtliches Gehör der Gegenseite erlassen werde. Dies hält er für einen „Fehler und Missbrauch“. Vor 20 Jahren – er selbst war damals Presserichter – habe es seiner Erinnerung nach nicht gegeben, dass ein Gericht auf die Idee gekommen sei, ohne Gehör zu Unterlassungen zu verurteilen. Notfalls habe man den Verlag angerufen und diesem ein paar Stunden Zeit gegeben, um gegenzuhalten.